# Лысенко, Фёдор Ильич
Фёдор Ильи́ч Лысе́нко (1751—1832) — русский офицер, взявший в плен Тадеуша Костюшко.
Родился 19 февраля (2 марта) 1751 года в Тимском уезде Курской губернии в крестьянской семье. Отец не хотел отпустить сына на военную службу, куда последний так стремился. В 1771 году Ф. И. Лысенко тайно бежал из дома и записался в солдаты в ближайшем городе Короче, однако отец вернул сына домой. Спустя год Лысенко снова бежал к южной границе России, где был охотно принят на службу. Числясь с 1 января 1772 года в полку, Лысенко быстро выучился грамоте и вскоре был произведён в капралы, а затем в квартирмейстеры и вахмистры. В 1788 году он участвовал во второй турецкой войне, был при осаде Очакова, а в 1790 году отличился при взятии Килии. Спустя четыре года, непосредственно перед третьим разделом Польши Лысенко находился в этой стране. В это время поляки попытались ещё раз вооружённой рукой отстоять себе свободу и самостоятельность. На этой почве составился обширный заговор, душой которого был Тадеуш Костюшко. В момент восстания Лысенко, находившийся в Варшаве, очутился в самом центре сражения. Два раза под ним была убита лошадь, и, наконец, он был принужден спешиться. Лысенко случайно натолкнулся на отряд майора Батурина и примкнул к нему. Вынужденные запереться на каком-то дворе, где им удавалось обороняться некоторое время от повстанцев, они в конце концов решились на отчаянную вылазку. Большинство смельчаков погибли, и только незначительная часть прорвалась за город и соединилась с Игельстремом. Лысенко оказался в груде раненых и убитых, хотя и с неопасной раной. С наступлением ночи он очнулся, дополз до русских отрядов, положен был в лазарет и награждён чином корнета.
Появление в Польше Суворова с полками заставило поляков быть очень осторожными. Костюшко во что бы то ни стало решил помешать соединению двух русских армий и дал сражение Ферзену у Мацеёвиц. Бой закончился полным поражением поляков, причём Костюшко был взят в плен Лысенко, за что последний был награждён чином поручика. Отправленный с донесением об этом деле в Петербург, Лысенко происками недоброжелателей был возвращён обратно. Более того, он был предан суду за то, что ранил польского полководца. После продолжительных мытарств Лысенко оправдали, но он был вынужден выйти в отставку в ноябре 1798 года. После отставки Лысенко поселился на Украине и с 1805 года служил на почтамте.
С началом Отечественной войны 1812 года в старом солдате с новой силой проснулась прежняя страсть к ратному делу, и он опять встал в ряды российской армии. С 1812 по 1814 годы Лысенко участвовал в 31 сражении. В 1816 году он снова вышел в отставку в чине ротмистра и всё-таки был вынужден рассчитывать на поддержку частных лиц, пока Александр I не приказал отвести ему 1000 десятин в Саратовской губернии и не пожаловал ему единовременно 1000 рублей. Однако Лысенко ещё раз пришлось испытать сильную нужду. За малочисленностью земель в Саратовской губернии вышел приказ о приостановке раздачи их, и Лысенко, потратившись на проезд, вернулся в Санкт-Петербург, чтобы снова хлопотать о пособии. На этот раз государь пожаловал ему 1000 десятин в Самарской губернии. Продав их, Лысенко купил себе дом в городе Тим Курской губернии, где провёл последние годы своей жизни вместе с женой и дочерью. Умер Лысенко 30 апреля (12 мая) 1832 года и похоронен был на кладбище близ Знаменской церкви.
К началу XX века сохранилась надпись на могиле: «Здѣсь тѣло отставного ротмистра Ѳедора Ільіча Лысенко, родился 1751 г., февраля 19 дня, жил 81 год, 2 мѣсяца и 11 дней. Въ жизни своей на войнѣ самъ взял Костюшку в плѣнъ».